# Dębiczek
Dębiczek is een plaats in het Poolse district  Średzki (Groot-Polen), woiwodschap Groot-Polen. De plaats maakt deel uit van de gemeente Środa Wielkopolska en telt 110 inwoners.